# Place de la Bastille
Place de la Bastille (Náměstí Bastilly) je významné náměstí v Paříži, symbolické místo Francouzské revoluce, kde stála pevnost Bastila zničená v letech 1789-1790. Její půdorys je na náměstí vyznačen řadou dlaždic. Uprostřed náměstí stojí Červencový sloup.

## Historie
Bastila (neboli bašta) byla pevnost vybudovaná v letech 1370-1383 za vlády Karla V., která byla součástí pařížských hradeb. Za kardinála Richelieu byla přeměněna na vězení. Útok na Bastilu a její dobytí dne 14. července 1789 je považováno za symbolický začátek Francouzské revoluce. Dne 14. července 1790 byl na rozvalinách vybudován stan s nápisem „Ici on danse“ (Zde se tančí) a uspořádán ples. Jednalo se o první oslavu revoluce. 16. června 1792 bylo rozhodnuto vybudovat na místě pevnosti náměstí pojmenované Place de la Liberté (náměstí Svobody). V roce 1793 byla na náměstí umístěna fontána. Od 9. do 14. června 1794 byla na náměstí instalována gilotina, pod kterou bylo popraveno 75 osob. Občané si však vymohli, že gilotina byla přesunuta na okraj města na Place du Trône-Renversé (dnešní Place de la Nation).
Napoleon Bonaparte ve svých plánech na přestavbu Paříže naplánoval v roce 1808 zřídit na náměstí pomník ve tvaru slona jako protiváhu Vítězného oblouku postaveného na západě města. Tento Éléphant de la Bastille (Bastilský slon) měl být vysoký 24 m a měl být odlit z děl ukořistěných Španělům. Na vrchol slona se mělo vystoupat schodištěm umístěným v jedné jeho tlapě. Architekt Jean-Antoine Alavoine zahájil práce na pomníku v roce 1833, ale podařilo se vybudovat pouze sádrový model podle návrhu sochaře Pierra Charlese Bridana. Pomník byl odstraněn v roce 1846 a zůstala z něj pouze kruhová základna fontány.

## Památky u náměstí
- Červencový sloup postavený v letech 1833-1840 na památku svržení monarchie Karla X. během Červencové revoluce v roce 1830.
- Opéra Bastille, za níž se nachází Hôpital des Quinze-Vingts, otevřená v roce 1989 na místě bývalého nádraží Bastilla.
- Bassin de l'Arsenal, do kterého ústí Canal Saint-Martin
- Stanice metra Bastille (linky 1, 5, 8), kde jsou patrné pozůstatky základů bývalé pevnosti

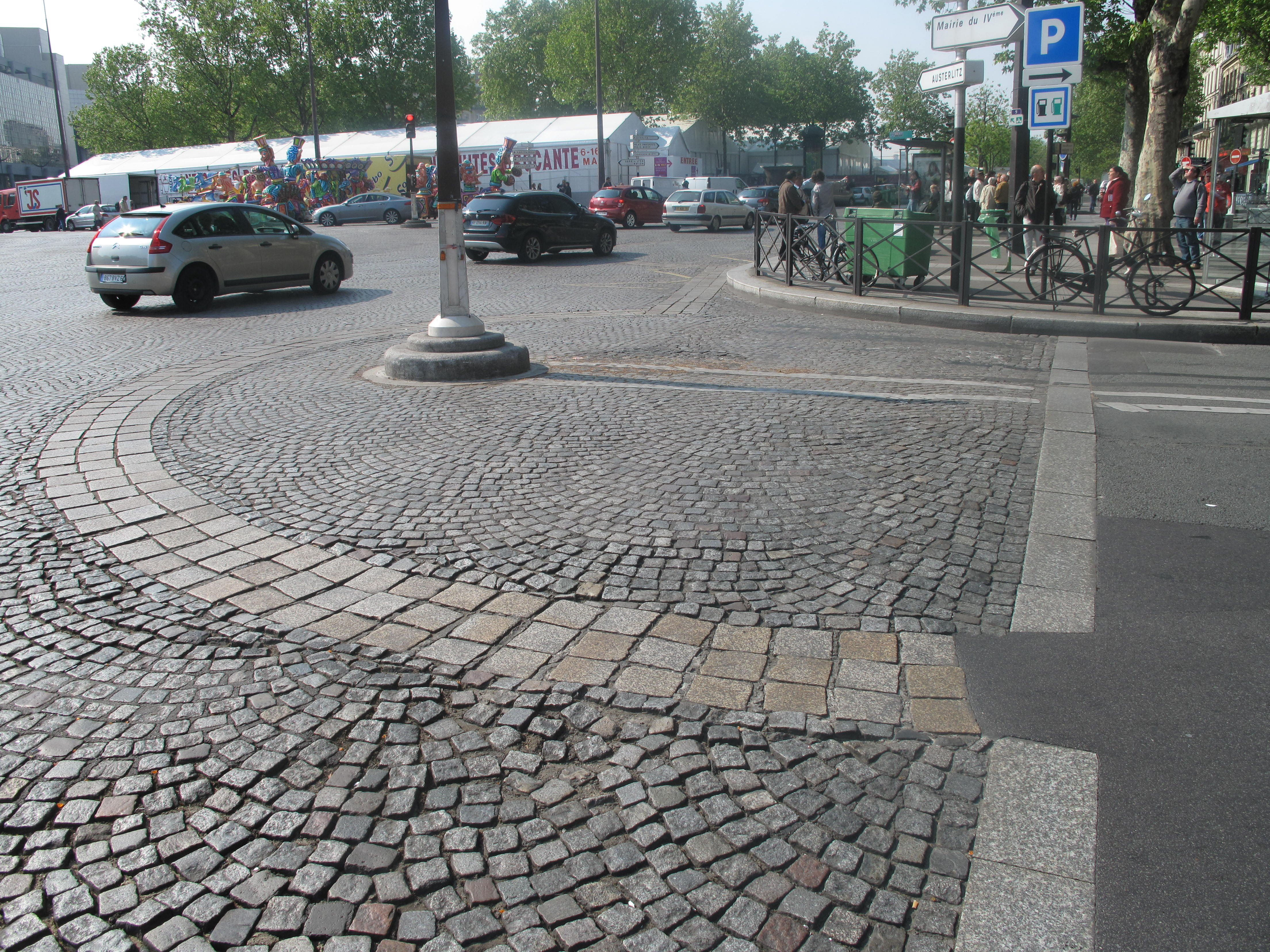
Dlaždice vyznačující polohu Bastilly

## Náměstí dnes
Náměstí Bastilly je častým místem různých jarmarků, koncertů a trhů. Je velmi populární v pátek a sobotu večer, neboť se zde nachází mnoho kaváren, restaurací, kin a nočních klubů. Náměstí je rovněž výchozím bodem, tranzitem nebo cílem mnoha manifestací a demonstrací politických stran či odborových organizací. Od roku 1998 každou neděli odpoledne ve 14:30 za pěkného počasí zde začíná veřejný běh na kolečkových a inline bruslích, který pokračuje ulicemi Paříže a měří asi 20 km.

## Galerie

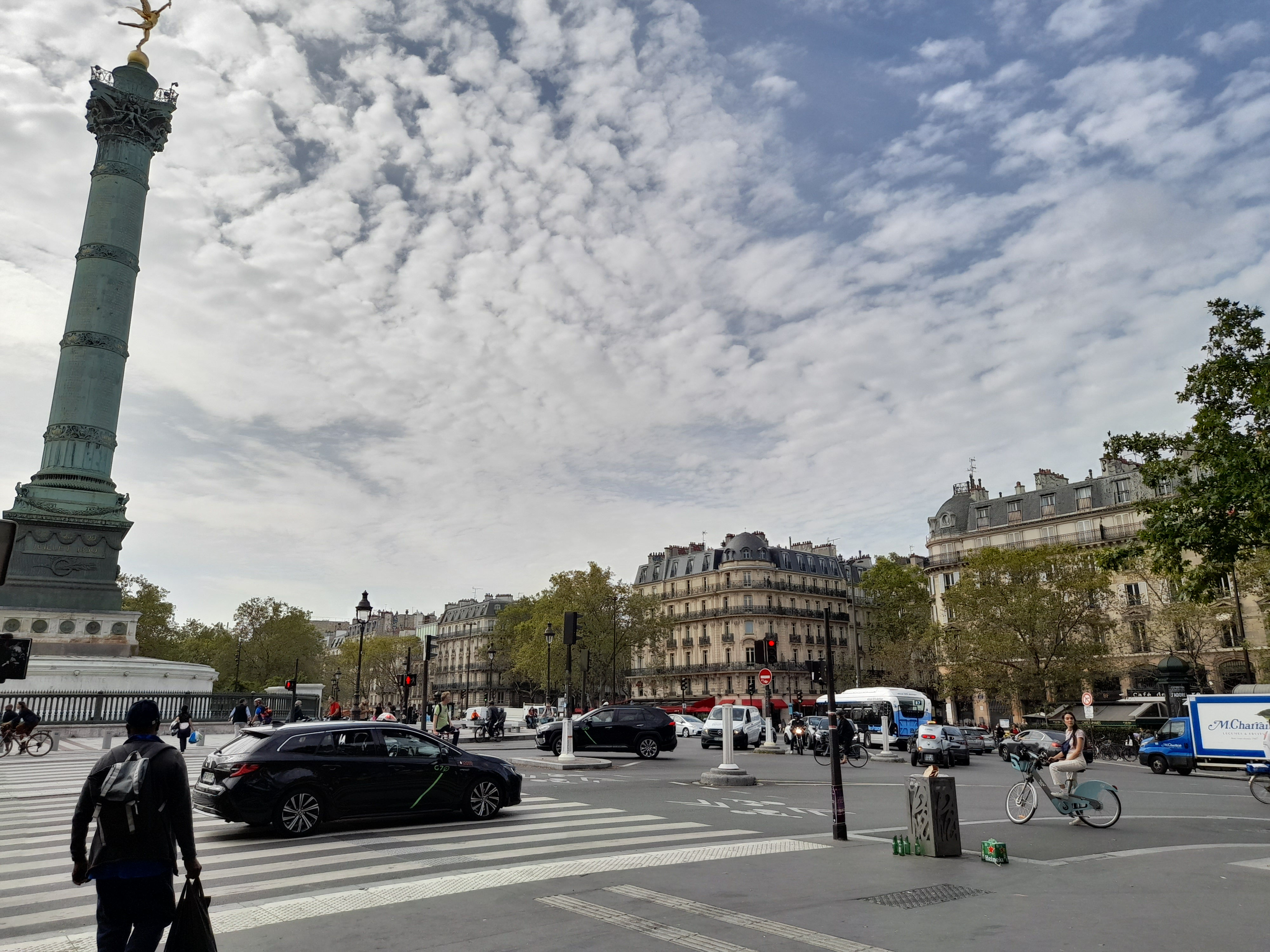
Náměstí Bastilly s Červencovým sloupem
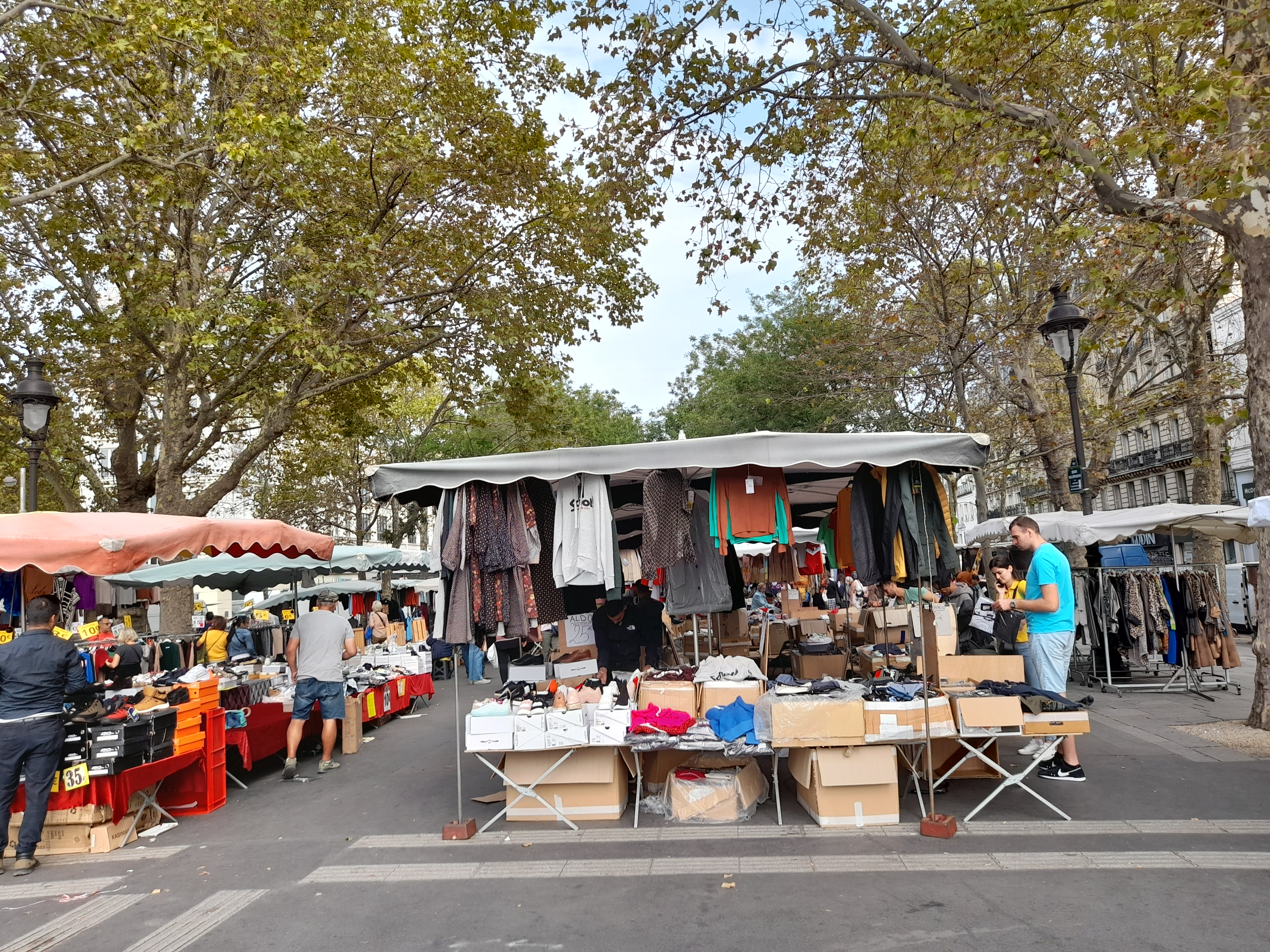
Trhy na náměstí Bastilly
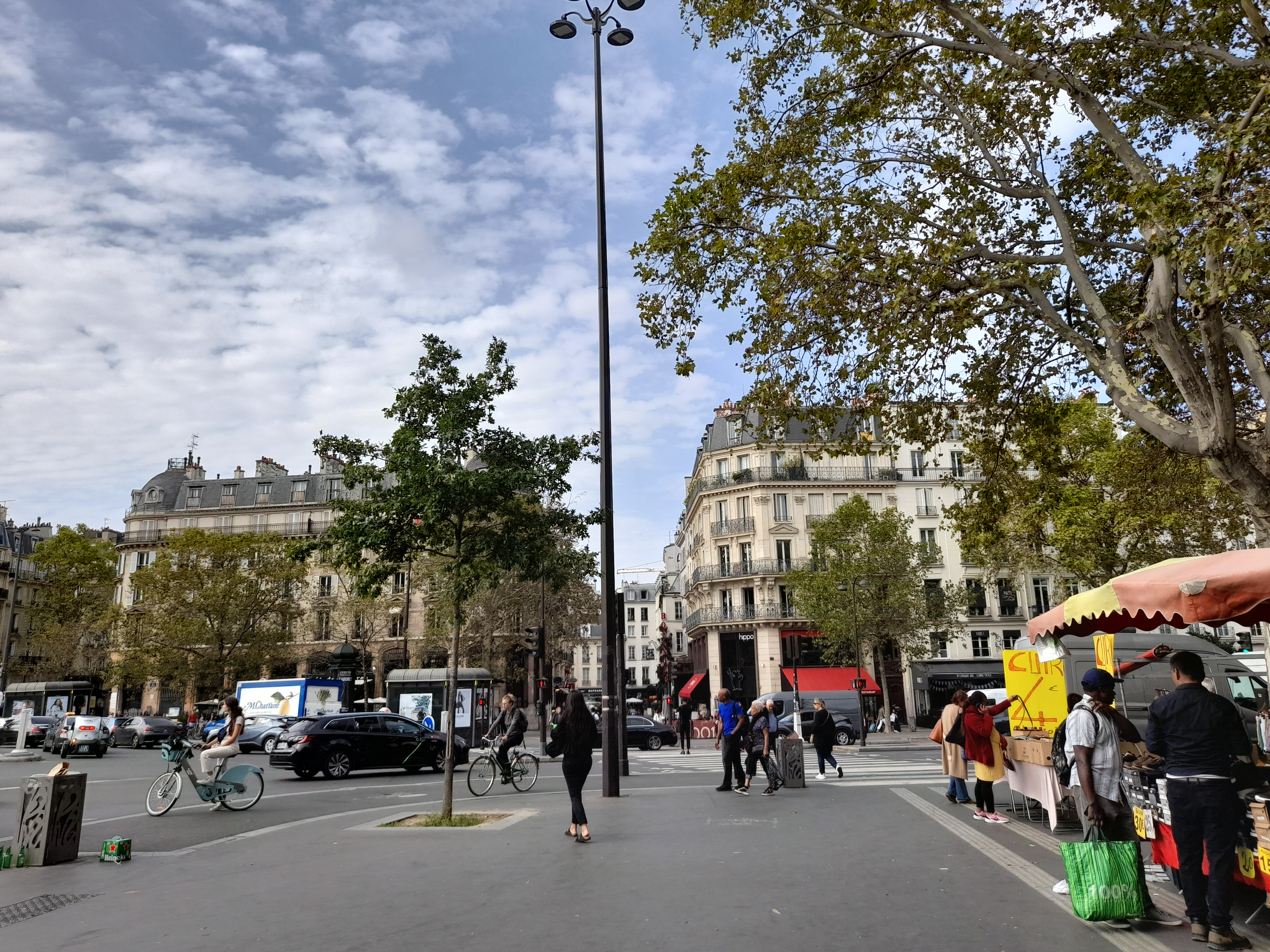
Náměstí Bastilly

## Ulice vedoucí na náměstí
Ve směru hodinových ručiček z pohledu anděla na Červencovém sloupu:
- Rue Saint-Antoine, na kterou dále navazuje Rue de Rivoli až na Place de la Concorde
- Rue de la Bastille
- Boulevard Beaumarchais vedoucí na Place de la République
- Boulevard Richard-Lenoir, pod kterým vede Canal Saint-Martin
- Rue de la Roquette vedoucí ke hřbitovu Père Lachaise
- Rue du Faubourg-Saint-Antoine vedoucí na Place de la Nation
- Rue de Charenton
- Passage du Cheval-Blanc
- Rue de Lyon vedoucí k Lyonskému nádraží
- Boulevard de la Bastille a Boulevard Bourdon vedoucí po stranách Bassinu de l'Arsenal k Seině
- Boulevard Henri-IV